# フッ化アメリシウム(IV)
フッ化アメリシウム(IV)は分子式 AmF4 で表されるアメリシウムのフッ化物で、アメリシウムの酸化数は +4 である。

## 生成
フッ化アメリシウム(IV)はフッ化アメリシウム(III)をフッ化することで得られる。
{\displaystyle {\ce {2AmF3\ + F2 -> 2AmF4}}}

## 構造
フッ化アメリシウム(IV)は淡いピンク色のイオン性化合物で、Am4+ と F− からなっている。単斜晶系で空間群 C2/c (No. 15) に属し、格子定数は a = 1249 pm、b = 1047 pm、c = 820 pm で  β = 126,1°である。単位胞あたり12個の化学単位を含む 。結晶構造はフッ化ウラン(IV)と同形である。

## 危険性
危険物質規制に基づく分類はされていない。これは化学毒性よりもアメリシウムの放射性の方が影響が大きいためである。取扱量についても、放射線量に基づいて規制が行われる。